# 蔡咏鍀
蔡咏鍀（1961年10月10日—），雲林北港人，現任雲林縣議會副議長、北港朝天宮董事長、臺灣鄉鎮市民代表會聯合總會總會長、中華傳統宗教總會副總會長。

## 生平
舊名蔡春義，綽號「黑義」，年輕時曾經混跡江湖，在北港、宜蘭、台北等地活動。
2002年時受雲林縱貫線老大「黑松」蔡永常提攜當選北港朝天宮第7屆副董事長。
接著參政投入北港鎮民代表選舉，先後當選17、18、19、20、21屆代表會主席，參選全國各地鄉鎮市民代表會，成為全國鄉鎮市民代表會總會長，並連任兩屆至2023年卸任。
2006年投入第8屆北港朝天宮董監事選舉，目標擔任董事長，但以最高票落選。
2007年曾擔任雲林北港地方聞人王易常簽賭集團下的組頭。
在2009年的中華職棒簽賭案之中，主導雲嘉地區的地下賭盤，和雨刷集團蔡政宜合作。
2010年再投入朝天宮第9屆選舉首度拿下朝天宮董事長，並於第10屆連任，擔任董事長至今。
2011年，因為毆打北港朝天宮吳姓董事，被依傷害罪判處拘役30日，得易科罰金；2012年，二審改判有期徒刑3月，得易科罰金。
在2016年的立委選舉中，被無黨團結聯盟推舉為不分區立委第2順位。
2022年九合一選舉，於同年8月29日正式登記參選雲林縣第六選區縣議員選舉，最終當選，並於12月25日就職日當天當選副議長，其自17屆至21屆連任5屆北港鎮民代表會主席，及2屆全國鄉鎮市民代表總會總會長。

## 經歷
曾任：財團法人北港朝天宮董事長（第九屆、第十屆、第十一屆）、副董事長（第七屆）、雲林縣體育會棒球委員會主任委員。
- 受無黨團結聯盟邀請，參與2016年中華民國立法委員選舉，獲提名為不分區立委第二順位。[15][16]
- 2022年九合一選舉，於同年8月29日正式登記參選雲林縣第六選區縣議員選舉，並於11月26日開票後順利當選[17]，意即其自17屆至21屆連任5屆北港鎮民代表會主席，及2屆全國鄉鎮市民代表總會總會長。[14]

## 家庭
早年父親曾經經營北港最大的旅館和戲院，哥哥曾擔任省議員。
姐姐蔡春綢曾在2023年被民眾黨提名為不分區立委參選人。